# جدجد شجري عديم البقع
جدجد شجري عديم البقع (الاسم العلمي: Oecanthus immaculatus) هو نوع من الحشرات يتبع جنس الجدجد الشجري من فصيلة الجداجد الحقيقية.